# هوتارو یاماگوچی
هوتارو یاماگوچی (انگلیسی: Hotaru Yamaguchi؛ زاده ۶ اکتبر ۱۹۹۰) یک بازیکن فوتبال اهل ژاپن است.که در باشگاه فوتبال ویسل کوبه ژاپن بازی می‌کند.